# Luigi Russolo
Luigi Russolo (Portogruaro, 1. svibnja 1885. – Cerro di Laveno, 4. veljače 1947.), talijanski slikar, skladatelj; jedan od inicijatora futurizma i njegov glavni teoretičar u glazbi. 

## Izbor iz djela
- L'arte dei rumori (Umjetnost buke, 1913.)
- Al di là della materia (1938.)

## Vanjske poveznice
- Životopis na Allmusicu
- Životopis na Ubuwebu